# Édouard Guerber
Édouard Guerber, né le 2 décembre 1876 à Envermeu dans le département de la Seine-Maritime et mort à Avon en Seine-et-Marne le 8 août 1922, est un vétérinaire, poète et écrivain satirique français du XXe siècle. Il a également écrit sous le nom de plume de Jean Thogorma. Son nom est inscrit au Panthéon dans la liste des 560 écrivains morts pour la France.

## Biographie
Édouard Clément Guerber, né le 2 décembre 1876 à Envermeu, est le fils de Nicolas Guerber (1838-1909) brigadier de gendarmerie à cheval et de Catherine Steyler (1848-1923).
Il fait son service militaire au 5e escadron du train des équipages puis au 19e régiment d'infanterie de 1898 à 1899. Diplômé de l'École vétérinaire d'Alfort en 1900, il est nommé inspecteur sanitaire au service technique du département de la Seine en 1901,.
Il fréquente les cafés littéraires parisiens et fait partie du groupe du poète Jean Moréas qui lui donne le surnom de Thogorma. C'est au café Vachette, avec Moréas que le poète Antoine Albalat dit de lui l'alexandrin : « J'habite l'infini, mais j'y suis à l'étroit ». En 1906, il fait partie des membres fondateurs de la revue Les Entretiens idéalistes : cahiers mensuels d'art et de philosophie, aux côtés de Paul Vulliaud, Claude Dalbanne, Fernand Divoire, Joseph Serre notamment, mais quitte la revue en 1911 après un désaccord avec son directeur. Il aide ou participe à la naissance d'autres revues et collabore également à La Plume, La Vie des lettres, Gil Blas, La Renaissance contemporaine, Poèmes, La Minerve française et Marges,.
Nicolas Beauduin écrit dans son analyse du Crépuscule du monde en 1912 que l'ouvrage « possède trop de richesses profondes pour être goûté. […] Avec nous Thogorma s'est mis en marche vers l'idée, loin des sentiers battus, connus, classés, catalogués. Il s'est lancé hardiment dans la forêt vierge de la pensée. Son vaste poème philosophique, qui n'a rien de didactique d'ailleurs, est profondément senti. Une grande ferveur le domine, le vivifie. […] On sent en ces poèmes un perpétuel essor vers l'impossible ».
En 1915, il perd sa femme, la suédoise Anna Kristina Billmanson (1886-1915) qu'il a épousée à Stockholm le 16 août 1910.
Mobilisé comme vétérinaire dans l'armée territoriale en août 1914, il est incorporé au 90e régiment d'artillerie lourde en avril 1915, au 46e régiment d'artillerie de campagne en décembre 1915, puis au 237e régiment d'artillerie de campagne en janvier 1917. Il prend part aux offensives de Champagne en 1915, de Verdun et de la Somme en 1916, de l'Aisne en 1917, de Montdidier en 1918.
En avril 1918, déjà malade, il est blessé par un éclat d'obus et quitte le front avec cette citation à l'ordre du régiment : « au front depuis le début de la guerre jusqu'en avril 1918, a tenu à rester affecté à un groupe de campagne jusqu'à l'extrême limite de ses forces, donnant ainsi l'exemple de l'abnégation et de l'énergie »,.
Il épouse Jeanne Caroline Marie Magliano (1890-) à Nice le 26 octobre 1918 et est envoyé aux États-Unis peu après,.
Proche du poète Charles-Louis Philippe, il s'était installé sur l'Île Saint-Louis à Paris et habite jusqu'aux dernières années de sa vie au 19 quai de Bourbon à Paris,. Il a pour voisin le journaliste et écrivain Albert t'Serstevens qui le décrit chez lui en 1922 : « Quand nous sommes assis dans les deux fauteuils, près de la cheminée dont nous nous disputons les pincettes, Guerber me lit l'un de ses étranges poèmes où il enveloppe la banalité voulue et tragique du sujet dans la plénitude de la forme. J'écoute ces alexandrins d'une prosodie impeccable décrire la goujaterie contemporaine : la tristesse des appartements bourgeois, le buffet Henri II, les assiettes peintes, la servante sale ; la gueuserie des 14 juillet populaires ; les noces de guiguettes ; la maison de campagne avec sa boule en verre et ses poiriers cagneux […] Je ne pense pas que quelqu'un ait chanté avec plus de grandeur et d'amertume l'indigence morale de notre temps. C'est la satire désolée de tout ce que peut avoir de minable et d'écœurant une civilisation qui va d'un pas stupide vers le règne de la canaille ».
Après plusieurs années sans publier de poésie, sort en 1922, Sous le doux ciel de France, un recueil satirique de poésies que l'écrivain Jean-Raymond Lefèvre considère comme « l'un des plus remarquables de l'époque. Par ce seul livre, Édouard Guerber prend place parmi le plus grands poètes ».
Quelques semaines après cette publication, Édouard Guerber meurt  le 8 août 1922 à Avon, « après une longue et très douloureuse maladie » contractée à la guerre, probablement la tuberculose (sa fiche matricule indique en effet qu'il souffre de bacillose pulmonaire en avril 1922).
Jean-Michel Renaitour précise : « Il n'est pas mort à la guerre, mais il est mort de la guerre. Il est mort tout récemment, d'une maladie avec laquelle il trainait depuis cinq ans, d'une maladie contractée aux armées, où il avait été officier vétérinaire (c'était son "autre métier"). Curieux homme en vérité, que ce géant misanthrope, avec sa grande barbe noire, sa figure michel-angélique, sa parole lente et sourde, son rictus d'amertume au coin des lèvres ».

## Distinctions
- Croix de guerre 1914–1918

## Hommages
- Le nom d'Édouard Guerber est inscrit au Panthéon dans la liste des 560 écrivains morts pour la France[25].
- Son nom figure sur la plaques commémorative de de la bibliothèque municipale de Rouen.
- Dans le discours qu'il prononce pour les écrivains normands morts pour la France à Rouen en 1938, Roland Dorgelès lui rend hommage : « On voudrait s'arrêter pour parler de chacun […], d'Edouard Guerber enfin qui, revenu épuisé, mit quatre ans à mourir. À peine un mot sur chaque tombe, comme une suprême pelletée de terre »[26].

## Œuvres principales
- La Destinée sociale du poète, 1907
- Le Crépuscule du monde, poésie, sous le pseudonyme de Jean Thogorma, 1910
- Les Barbares contre Racine, sous le pseudonyme de Jean Thogorma, 1911
- Les Tendances nouvelles de la littérature et la Renaissance française, 1911
- Lettres sur la poésie ; l'esthétique vivante, 1912
- L'Art héroïque, poésie, 1914
- L'Homme bleu, roman, 1919
- Sous le doux ciel de France, poésie, 1922